# Рањена земља
Рањена земља је српски филм снимљен 1999. године који је режирао Драгослав Лазић, а сценарио је писао Гордан Михић. У филму су коришћени истинити снимци бомбардовања, у Србији познатог као НАТО агресија.